# 未完成建築

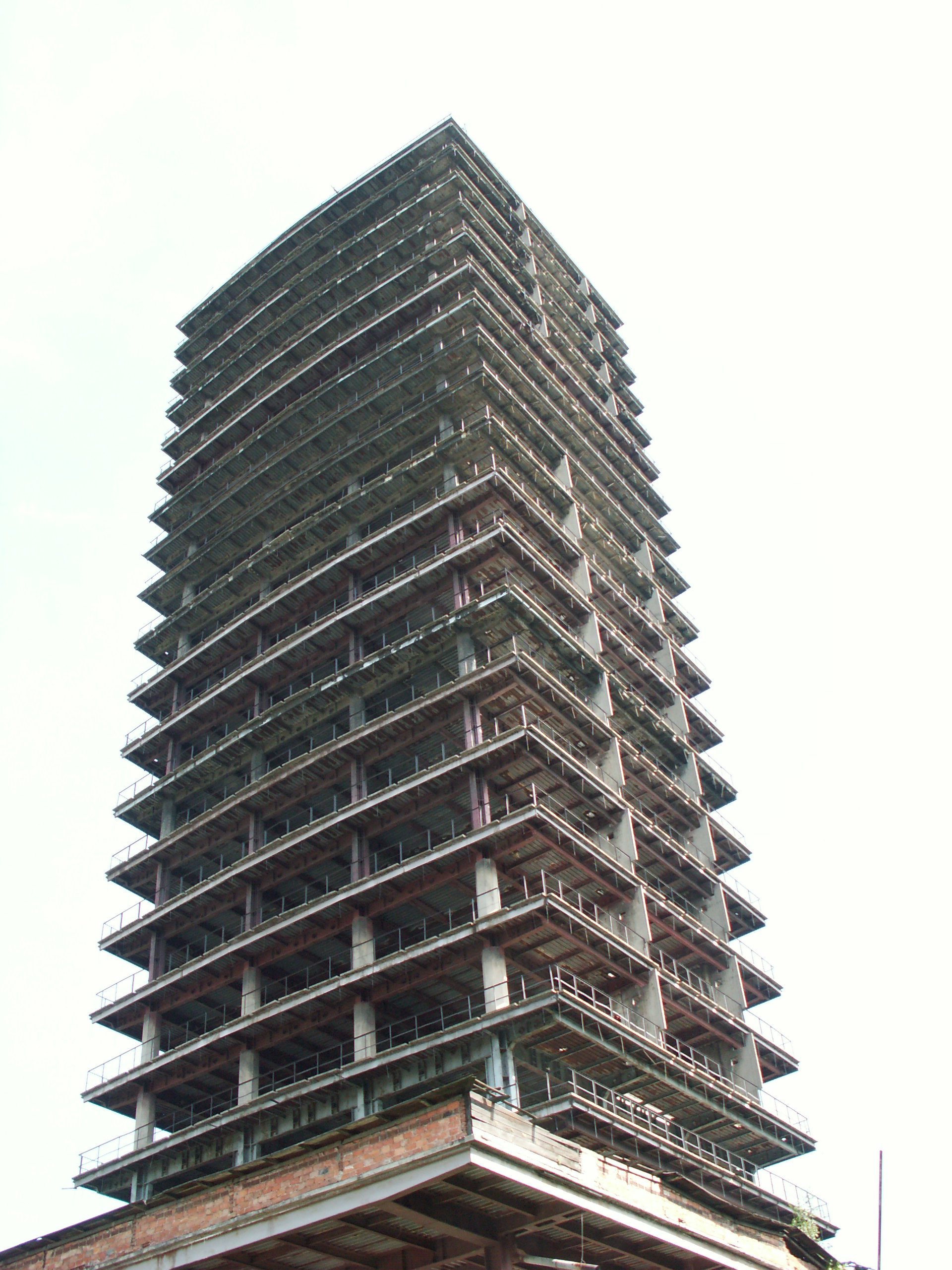
かつてのシュキエレトル（現名称ユニティ・タワー）。1979年に建設中止となり、この状態で30年以上放置されていた。2016年に建設が再開され2019年に完成。

未完成建築（みかんせいけんちく）とは、建設途中で放棄された建築物、もしくはそのようにデザインされた建築物である。計画を先延ばししながら建てられつつある建築物や建設作業が著しく遅い建築物のことを指す場合もある。
未完成のまま止まっている建設計画や工学的プロジェクトは数多く存在し、作業の進行が止まる段階も様々である。その中には、青図だけが製作され実現されていないもの、建設の途中で放棄されたものなどがある。
長年に亘って未完成のままの建築物として有名なものにアントニ・ガウディのサグラダ・ファミリアがある。これはバルセロナで1880年代から建設が始まり、2020年代に完成するとされている教会である。

## 一部が建造された建築物

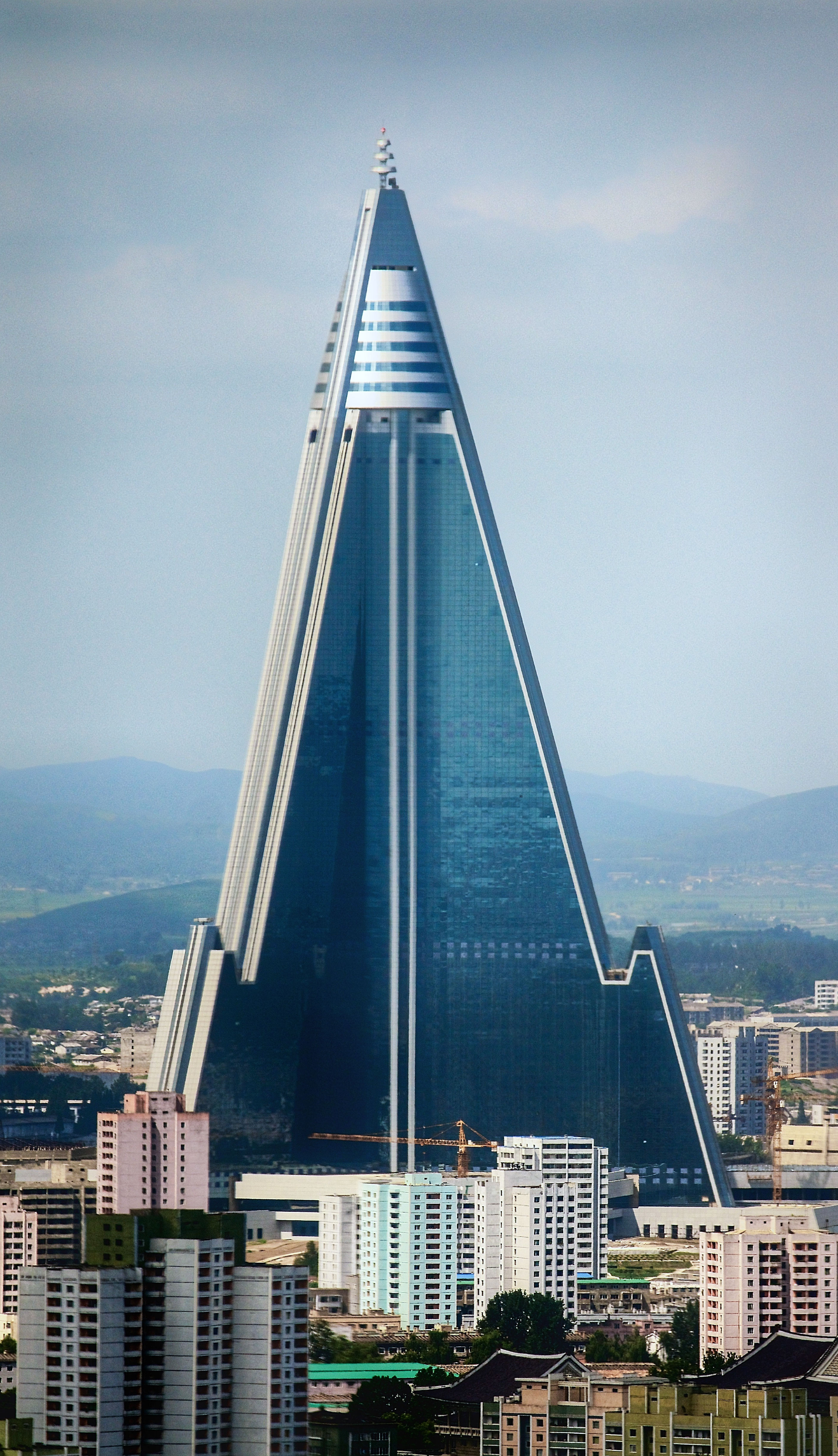
柳京ホテル（2011年8月27日撮影）

一部が建造された未完成建築は世界の国々に数多くある。その中には、建造が終わった部分だけで一定の機能を果たすものと、外側しか作られていないものとがある。柳京ホテルは後者の例である。このホテルは完成すれば高さがローズタワーに次ぐ世界第2位のホテルとなる。しかし現在は居住不可能であり、完成に多大な費用が見込まれることと構造的な統合性が低いことから今後も完成しないだろうと言われている。意図的に未完成の外見を持たせた建築もある。例えば、16世紀から18世紀にかけて作られたフォリーが代表的である。
建設作業が数十年から数世紀にまで亘って続き、永遠に完成しないのではないかと思われる建築物もある。例えばアントニ・ガウディのサグラダ・ファミリアは、バルセロナで1880年代から120年以上に亘って建設が続いている。スペイン内戦によってその建設作業は分断され、本来の模型と製作中の部分が破壊された。今日に至るまでそのバシリカが完成していないにも拘らず、サグラダ・ファミリアは毎年150万人の旅行者を呼ぶバルセロナ最大の名所である。40年を掛けて計画を監督しつづけたガウディの遺体は、サグラダ・ファミリアの地下聖堂に埋葬されている。ドイツのケルン大聖堂はさらに長い年月を掛けて建設されている。その建設は1248年に始まり、632年を掛けて1880年に終了した。

### 完成していない建築
完成されないままの状態で留まっている建造物の例を以下に挙げる。
- ビューマリス城（イギリス、ウェールズ）
- シエナ大聖堂（イタリア、シエーナ）
- ホーリー・トリニティ教会 (ヴェノーザ)（英語版） （イタリア、ヴェノーザ）
- グッドウッド・ハウス （イングランド、ウェスト・サセックス）
- ヘレンキームゼー城（ドイツ、バイエルン州）
- ウッドチェスター・マンション（イングランド、グロスター）
- ニュージーランド国会議事堂 （ニュージーランド、ウェリントン）
- Bishop Castle（英語版） （アメリカ合衆国、コロラド州）
- Super Power Building（英語版） （アメリカ合衆国、クリアウォーター）
- Boldt Castle（英語版） （アメリカ合衆国、ニューヨーク州、サウザンド諸島）
- ナショナル・モニュメント (エジンバラ) （スコットランド）
- アジュダ宮殿 （ポルトガル、リスボン）
- クエンカの大聖堂（スペイン語版、英語版） （スペイン、クエンカ）
- ウィンチェスター・ミステリー・ハウス （アメリカ合衆国、サンノゼ）
- ノイシュヴァンシュタイン城 （ドイツ、バイエルン州）
- Torre de la Escollera（スペイン語版、英語版） （コロンビア、カルタヘナ）
- Plaza Rakyat（英語版） （マレーシア、クアラルンプール）
- ウェストミンスター大聖堂（イギリス、ロンドン）
- コロニア・グエル教会 （スペイン、バルセロナ）

その他、建設作業が非常に遅くしか進んでいないために、未完成建築と呼ばれる構造物もある。例として:
- セント・ジョン・ザ・ディヴァイン大聖堂 （アメリカ合衆国、ニューヨーク）
- サグラダ・ファミリア（スペイン、バルセロナ）
- 聖サワ大聖堂 （セルビア、ベオグラード)
- Kaliakra transmitter（英語版） （ブルガリア、カリアクラ岬（英語版））
- 柳京ホテル（北朝鮮、平壌）
- 横浜駅[4]（日本、横浜市）
- フスト・ガジェゴ・マルティネス大聖堂（スペイン、マドリード）
- サンクチュアリ・オブ・トゥルース （タイ、パタヤ）

建設中に何らかの事情(資金難など)により計画がストップしたまま完全に放棄された建物の例:
- 木の岡レイクサイドビル（日本、滋賀県大津市 現在は解体済。詳しくは爆破解体#日本国内の事例を参照。）
- お化けマンション（通称。日本、東京都町田市 現在は解体済。）
- サトーンユニークタワー（英語版）（タイ、バンコク）
- セントロ・フィナンシエロ・コンフィナンサス（ベネズエラ、カラカス）

### 道路・鉄道などの未完成構造物

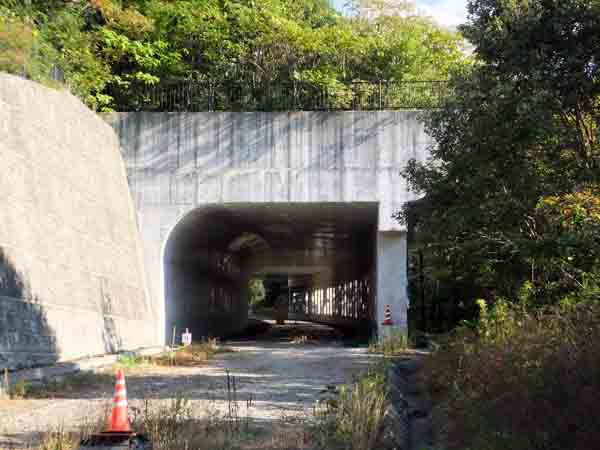
建設途中で事業廃止された弥富相生山線

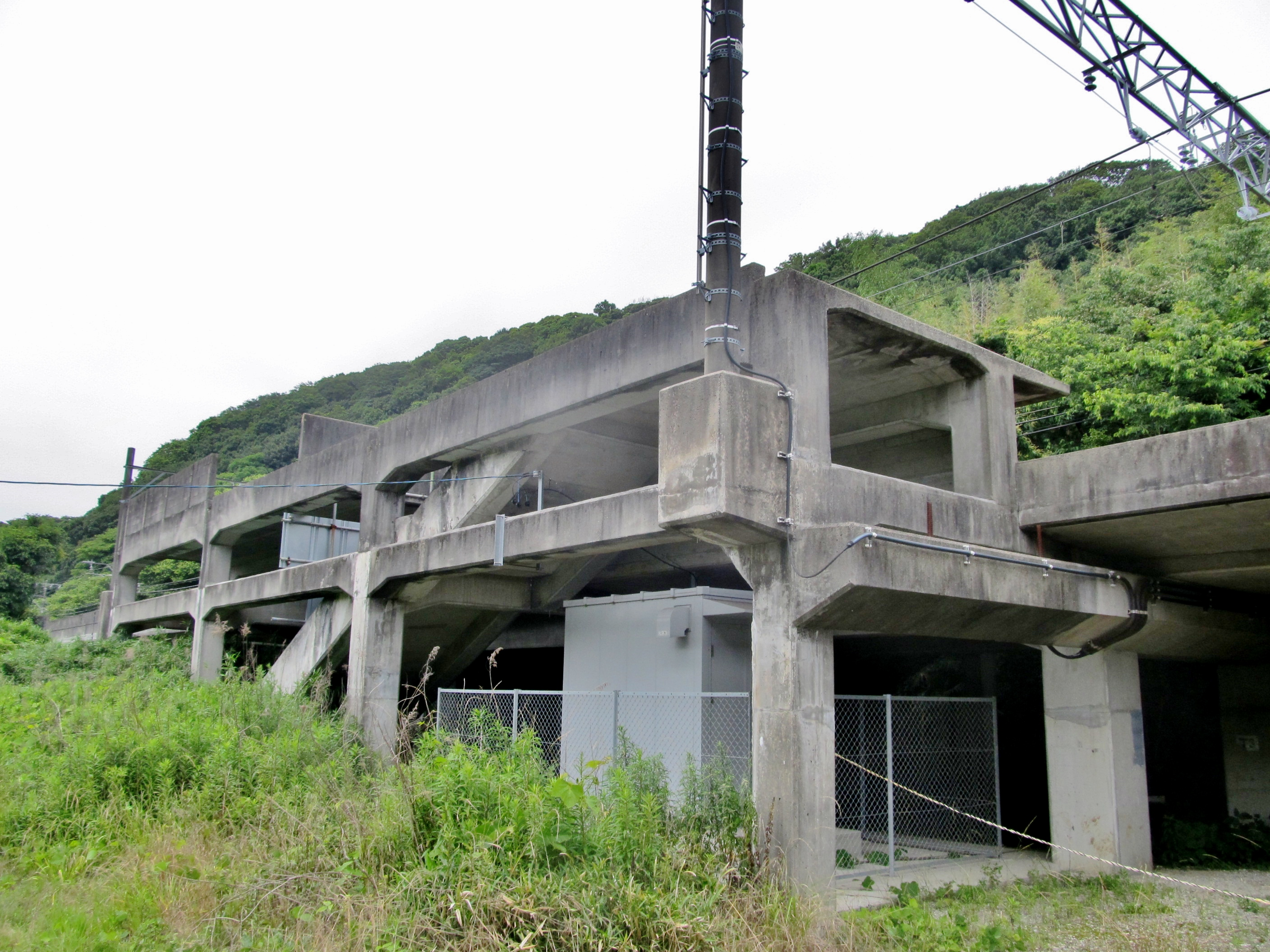
名鉄小野浦駅の遺構

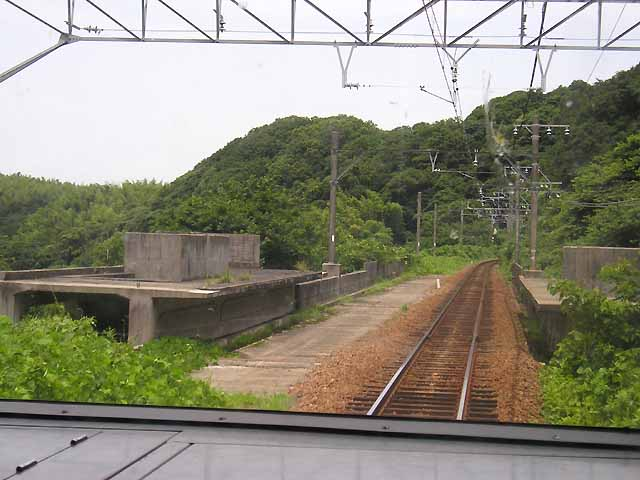
建設途中で放棄された小野浦駅のプラットホーム

未完成のままになっているのは、当然ながら建築物だけではない。道路や鉄道、水路なども未完成のままになっていることがある。
着工されたものの、未完成の状態のままである道路の例を以下に挙げる。
- 日高横断道路（北海道道111号静内中札内線）- 2003年に工事凍結。
- 栃木県道266号中塩原板室那須線
- 名古屋市道弥富相生山線 - 約8割が完成したものの2010年に工事中止、2014年事業廃止。相生山#弥富相生山線問題も参照。

着工されたものの、様々な事情により完成に至らなかった主な鉄道施設の例を以下に挙げる。未成線・未成駅も参照。
- 興浜線
- 白糠線
- 松前線（延伸）
- 中津川線
- 瀬戸線
- 国鉄渥美線（延伸）
- 名鉄三河線（延伸）
- 小野浦駅（名鉄知多新線、愛知県知多郡美浜町）
- 南方貨物線（愛知県名古屋市）
- 今福線（可部線三段峡 - 石見今福 - 浜田・下府）
- 岩日北線
- 呼子線
- 高千穂線（延伸）

## 計画された建築物

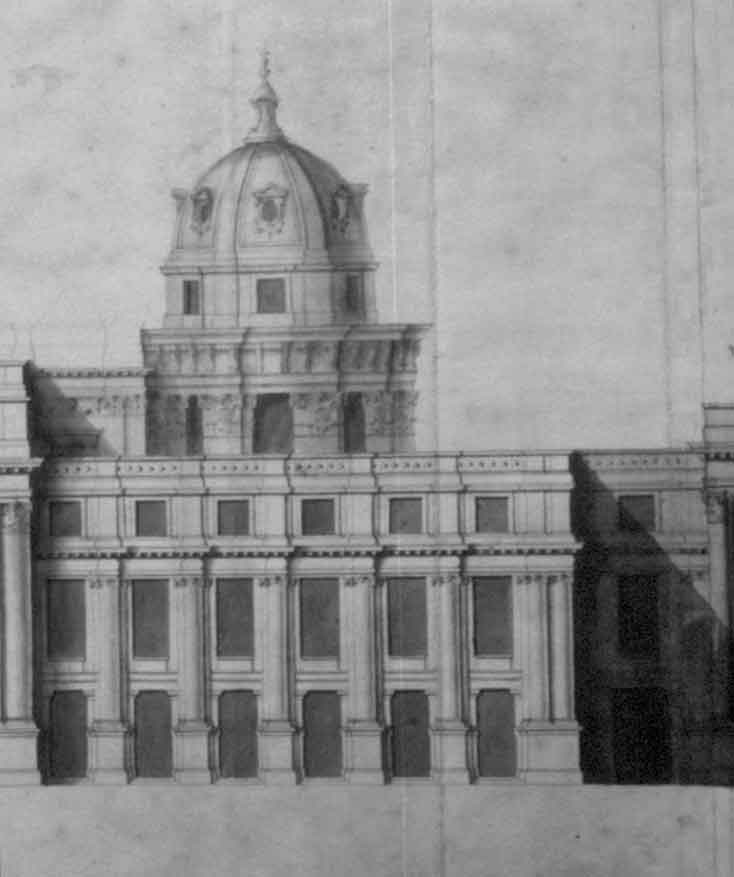
サー・クリストファー・レンが1698年に描いたホワイトホール宮殿再建の素描。

建設の段階に至らず、計画途中や計画ができたままで止まっている建築物も多い。ルートヴィヒ2世はファルケンシュタイン城の設計図を何度か作らせた。最初の計画は費用の点から、2度目の計画はルートヴィヒ2世の好みから却下された。3度目の計画では、設計者が計画から撤退した。最後の4度目の計画は完了し、基礎部分の建造まで進んだが、その建設が始まる前にルードヴィヒ2世は死去した。 他の例としては、当時ヨーロッパ最大の宮殿だったホワイトホール宮殿の再建計画がある。この宮殿が1698年の火災で崩壊した際、ロンドン大火後のいくつかの教会再建で活躍したサー・クリストファー・レンが一部を建て直す計画を起こしたが、経済的制約から建設には至らなかった。

### ロシアの例
実際の建設に至らなくとも、その建築設計と思想が後世に影響を残す例は数多い。1914年に始まったロシアのロシア構成主義の建築家らの建築の中には、政治的事情により実現されなかったにも拘らず、1990年代以降にまで影響を残しつづけたものがある。例えば、ウラジーミル・タトリンの第三インターナショナル記念塔、アレクサンドル・ヴェスニンのレニングラード・プラウダ社ビルなどは模型や設計のみを残して実現に至らなかった。ソビエトを前衛的な意匠で象徴化しようとした彼らの建築計画が、スターリンの進める社会主義リアリズムに反するものとして弾圧を受けたためである。
その後彼らのデザインは、実現されなかったものであってもバウハウスなどの建築学校で教えられ、多数の建築家によってそれぞれのスタイルに取り入れられていった。

### その他の例

#### 建設が始まらなかった建築物
- ジ・イリノイ
- ミレニアム・タワー
- Point Park Civic Center（英語版）
- メガシティ・ピラミッド
- スカイシティー1000
- Ville Contemporaine（英語版）
- フォルクスハレ（英語版）
- X-Seed 4000
- ソビエト宮殿
- ノイダタワー

## コンピュータ技術の利用
コンピュータ技術の発展により、3次元コンピュータグラフィックスを用いることで、建設前に完成像を立体として見ることができるようになった。建築物によっては、実際の建設が行われず、人々の目に触れるものがコンピュータシミュレーションだけだという場合もある。例えば1999年の Kent Larson による "Unbuilt Ruins: Digital Interpretations of Eight Projects by Louis I. Kahn" と題された展示会では、著名な建築家ルイス・I・カーンの設計を再現した三次元グラフィクスが展示されたが、実際の建設はなされていない。実際の建設に先立って建築物のプロトタイプをコンピュータシミュレーションとして製作することも行われており、設計過程を効率化し失敗を防ぐのに役立っている。